# 아칠리아역
아칠리아역(이탈리아어: Stazione di Acilia)은 로마-리도 선에 있는 철도역 중 하나이다. 이 역은 아칠리아 부근에 위치하고 있다. 이 역은 로마-리도 선이 처음 개업한 1924년에 같이 개업했다.

## 시설
아칠리아역에는 다음과 같은 시설이 있다.
- 장애인 전용 승차시설
- 엘리베이터
- 바
- 신문 가판대
- 에스컬레이터
- 파크 앤드 라이드 시설
- 역 감시카메라